# Discografia di Charlie Parker

## Album in studio
- 1950 - Charlie Parker Sextet

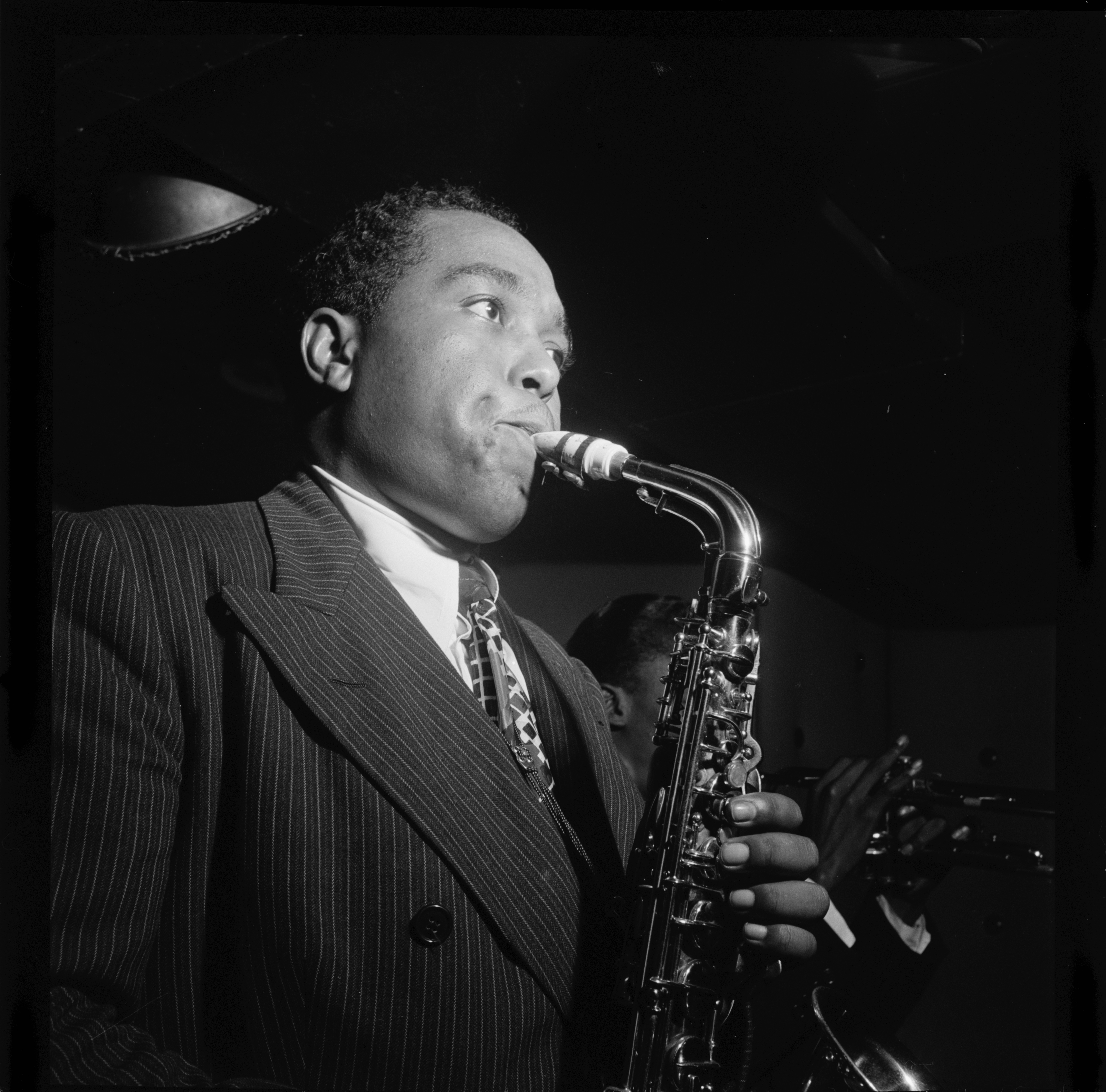
Charlie Parker

- 1951 - Alternate Masters Vol. 1
- 1952 - South of the Border
- 1952 - Bird & Diz
- 1953 - At Storyville
- 1954 - Alternate Masters Vol. 2
- 1954 - Charlie Parker
- 1955 - The Immortal Charlie Parker
- 1955 - The Art of Charlie Parker - Vol. 2: The Fabulous Bird
- 1955 - Charlie Parker Memorial
- 1955 - Charlie Parker Memorial Vol. 2
- 1955 - The Magnificent Charlie Parker
- 1955 - The Genius of Charlie Parker
- 1956 -  The Fabulous Bird
- 1956 - The Charlie Parker Story
- 1957 - Charlie Parker Plays Cole Porter
- 1957 - Jazz Perennial
- 1957 - Bird at St. Nick's
- 1958 - All Star Sextet
- 1960 - The Immortal Charlie Parker
- 1960 - Le Jazz Cool, Historical Recordings, Vol. 1
- 1961 - An Historical Meeting at the Summit , con Lester Young
- 1961 - The Happy "Bird"
- 1961 - An Evening at Home with the Bird
- 1961 - "Bird" Is Free
- 1961 - "Bird" Symbols
- 1962 - The 'Bird' Returns
- 1963 - Funky Blues
- 1963 - Charlie Parker Plays Bossa-Nova
- 1964 - Historical Masterpieces Vol.2
- 1965 - Yardbird
- 1966 - Newly Discovered Sides by the Immortal Charlie Parker
- 1969 - Vol. 2
- 1969 - Bird & Pres at JATP
- 1970 - Complete Recording of the Famous June 6, 1945 Comet Session  (con Red Norvo and His Selected Sextet)
- 1970 - Chas. (The Bird) Parker Vol.II
- 1970 - Charlie (The Bird) Parker Vol. 1 = チャーリー・パーカー・オン・ジ・エア 第1集
- 1971 - Byrd in Paris
- 1972 - Trompette Succès n°2
- 1972 - Bird with the Herd - 1951
- 1972 - Charlie Parker on Savoy Vol. 2
- 1972 - Charlie Parker
- 1972 - Charlie Parker on Savoy Vol. 5
- 1973 - Broadcast Performances Vol. 2
- 1974 - Groovin' High  (con Dizzy Gillespie)
- 1974 - Lullaby in Rhythm
- 1974 - 1949 Unissued Performances
- 1975 - Cheers (album)
- 1975 - Rare Broadcasting Performances 1947/1948
- 1975 - Volume 10: Out of Nowhere
- 1975 - New Bird Volume 2
- 1975 - New Bird - Hi Hat Broadcasts 1953

## Live
- 1948 - Bird on 52nd St.
- 1956 - A Night at Carnegie Hall with Charlie Parker and Dizzy Gillespie
- 1959 - Diz 'n' Bird in Concert
- 1959 - Charlie Parker in Sweden 1950
- Norman Granz' Jazz at the Philharmonic Vol. 2  con altri
- 1956 - Jazz at Massey Hall
- 1972 - The Comprehensive Charlie Parker: Live Performances Volume I
- 1973 - Jay McShann Orchestra: Early Bird
- 1973 - At the Cafe Society 1950
- 1974 - Live at Birdland
- 1974 - In Concert.....Carnegie Hall  (con Dizzy Gillespie e Stan Getz)
- Bird In Boston. Live At The Hi-Hat (1953-54) (2CD) - Fresh Sound

## Compilation
- Young Bird Vol. 1-2 (1940-44) - Masters Of Jazz (Media 7)
- Young Bird Vol. 3 (1945.1) - Masters Of Jazz (Media 7)
- Young Bird Vol. 4 (1945.2) - Masters Of Jazz (Media 7)
- Young Bird Vol. 5 (1945-46) - Masters Of Jazz (Media 7)
- Young Bird Vol. 6 (1947) - Masters Of Jazz (Media 7)
- The Complete Studio Recording on Savoy (1945-47) (4CD) - Savoy
- The Complete Live Performances on Savoy (1948-50) (4CD) - Savoy
- The Complete Dial Sessions (1946-47) (4CD) - Dial
- Bird. The Complete Charlie Parker On Verve (1946-54) (10CD) - Verve
- The Complete Dean Benedetti Recordings Of Charlie Parker (1947-48)  (7CD) - Mosaic Recs.
- The Complete Recordings W Lennie Tristano (1947-51) - Definitive Records
- The Complete Legendary Rockland Palace Concert  (1952) (2CD) - Jazz Classics
- Complete Jazz At Massey Hall (1953) (The Quintet) - Jazz Factory
- The Bird You Never Heard (1950-54) - Stash

## Collaborazioni
- 1951 - Red Norvo: Red Norvo's Fabulous Jam Session
- 1951 - Charles Thompson: Sir Charles Thompson and his All-Stars
- 1954 - Jay McShann: Kansas City Memories
- 1973 - Sir Charles Thompson and his All-Stars: The Fabulous Apollo Sessions